# الس پبلتس

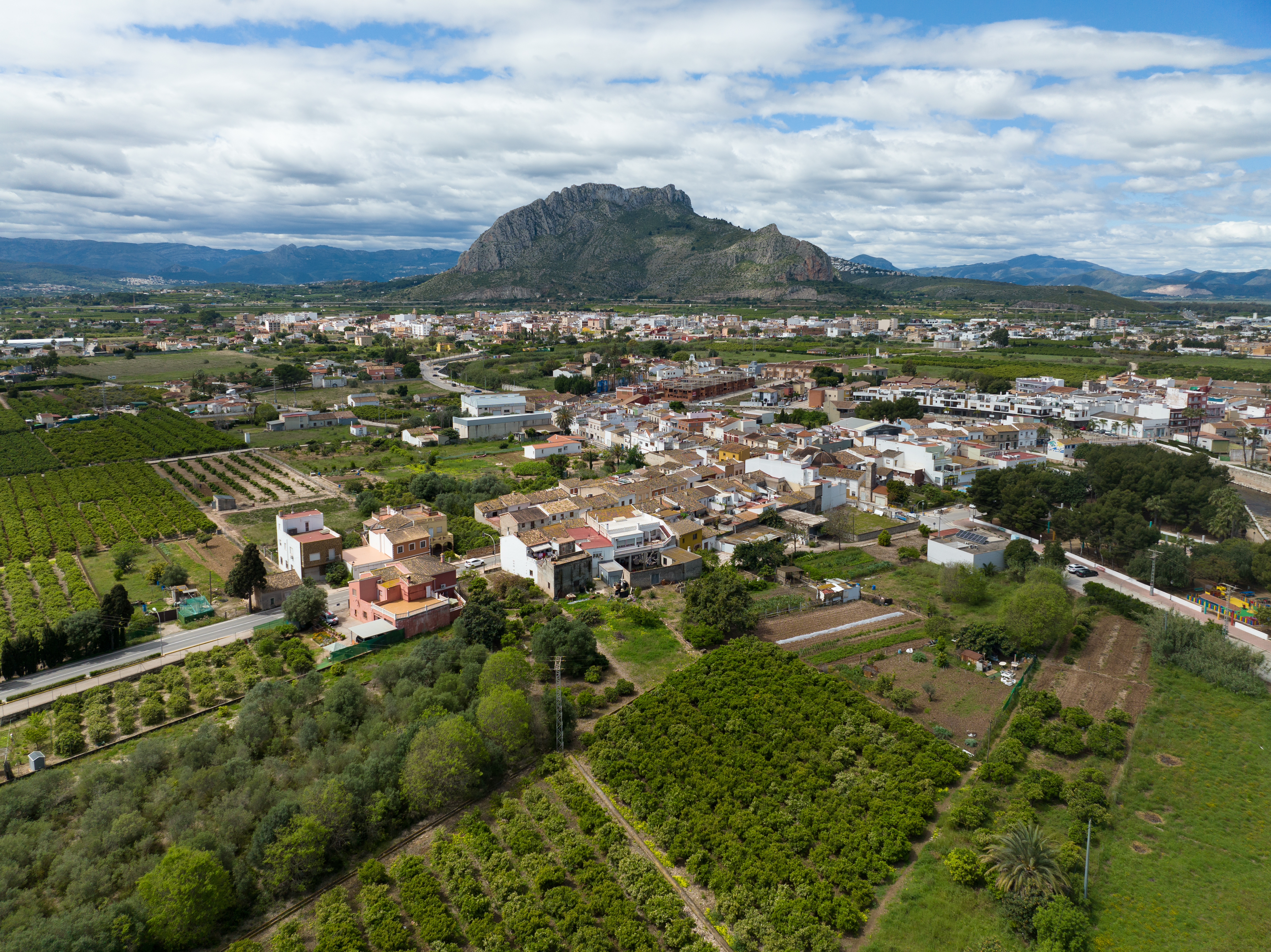
نمایی از دهستان الس پبلتس در استان آلیکانته - ۲۰۲۲

الس پبلتس دهستانی در استان آلیکانتهٔ اسپانیا است.
در این دهستان ۲٬۸۶۵ نفر زندگی می‌کنند. مساحت این دهستان ۳٫۶۷ کیلومتر مربع است.